# Elżbieta Chodorowska

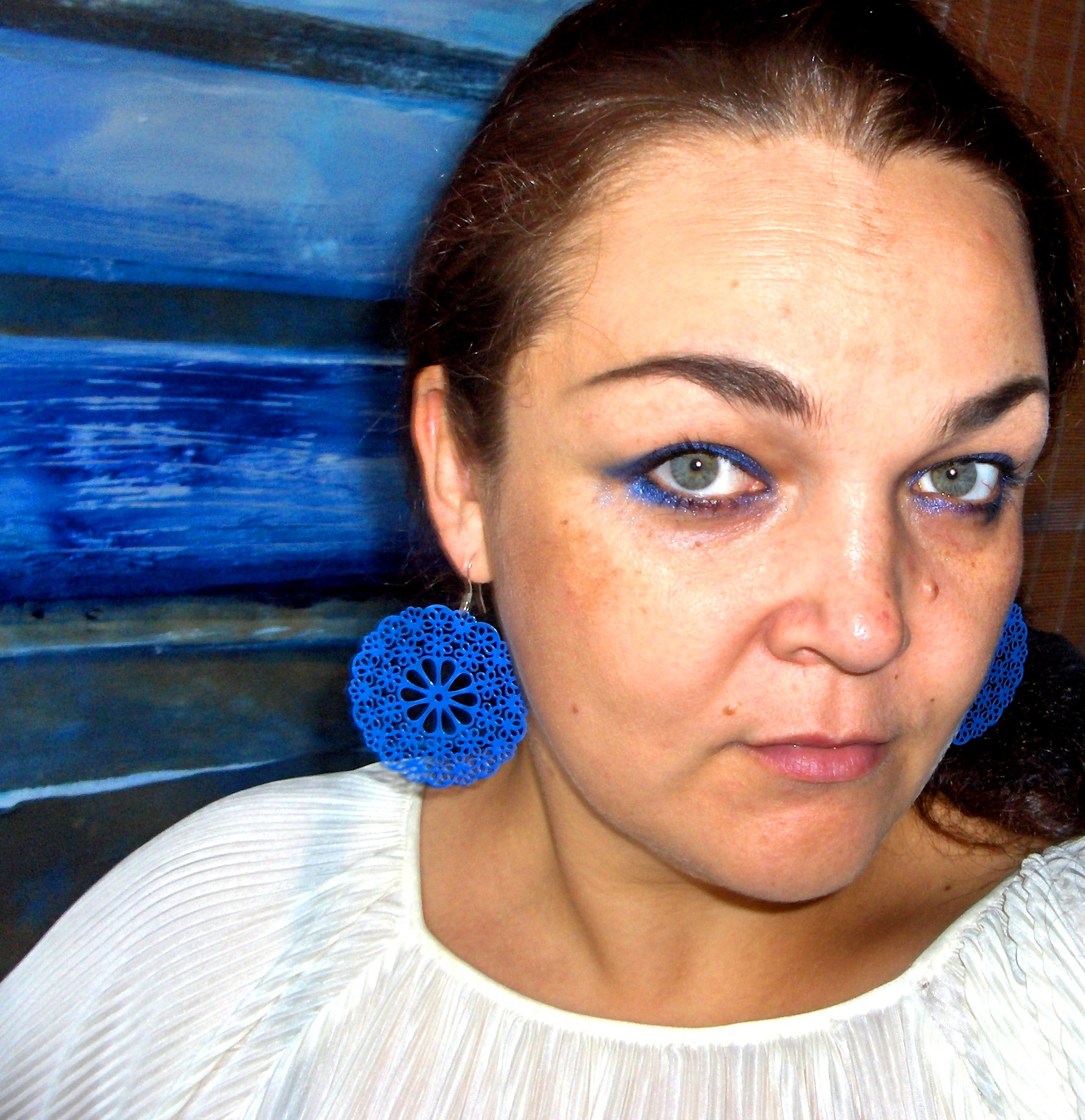

Elżbieta Chodorowska (ur. 1967) – artysta plastyk. Zajmuje się sztuką włókna, malarstwem, instalacjami plastycznymi. Mieszka i tworzy w Częstochowie. Od 1997 prowadzi działalność pedagogiczną.
Absolwentka:
- Liceum Sztuk Plastycznych w Częstochowie, dyplom z jubilerstwa,
- Wydziału Wychowania Artystycznego WSP w Częstochowie (obecnie Uniwersytet Humanistyczno-Przyrodniczy im. Jana Długosza w Częstochowie),
- Wydziału Malarstwa Akademii Sztuk Pięknych w Krakowie.

Ukończyła studia doktoranckie na Wydziale Malarstwa Akademii Sztuk Pięknych w Krakowie w pracowni tkaniny artystycznej prof. Lilli Kulki. W roku 2013 uzyskała stopień doktora sztuki.
Od roku 2004 należy do Związku Polskich Artystów Plastyków.
W 2011 r. brała udział w wystawie 100-lecia ZPAP w Parlamencie Europejskim w Brukseli. W 2013 r. uczestniczyła w międzynarodowej wystawie Ambasadorowie Sztuki w Warszawie. Prezentowała swoje prace w ponad 100 wystawach w kraju i za granicą, m.in. we Francji, Holandii, Ukrainie i Austrii. Ważniejsze wystawy w Polsce to „Zapis czasu” w Miejskiej Galerii Sztuki w Częstochowie, „Abstrakcje jesienne” w Salonie Desa w Częstochowie i „Człowiek – Maszyna – Ruch” w Galerii ZPAP OK Pryzmat w Krakowie. Prace Elżbiety Chodorowskiej znajdują się w zbiorach m.in.: Biura Wystaw Artystycznych w Ostrowcu Świętokrzyskim, Muzeum Miasta Gdyni, Centralnego Muzeum Włókiennictwa w Łodzi.
Otrzymała kilka nagród, w tym II miejsce w IX Międzynarodowym Jesiennym Salonie Sztuki Ostrowiec Świętokrzyski za prace „Czarna głowa I” i „Czarna głowa II” (tkanina artystyczna) oraz nagrodę Prezydenta Miasta Częstochowy za całokształt pracy artystycznej ze szczególnym uwzględnieniem instalacji plastycznych. Wykonała cykl rzeźb miękkich „Spectators – Wierni Kinomani” do sali kinowej Ośrodka Kultury Filmowej przy Miejskiej Galerii Sztuki w Częstochowie.